# St. Nikolaus (Immenstadt im Allgäu)

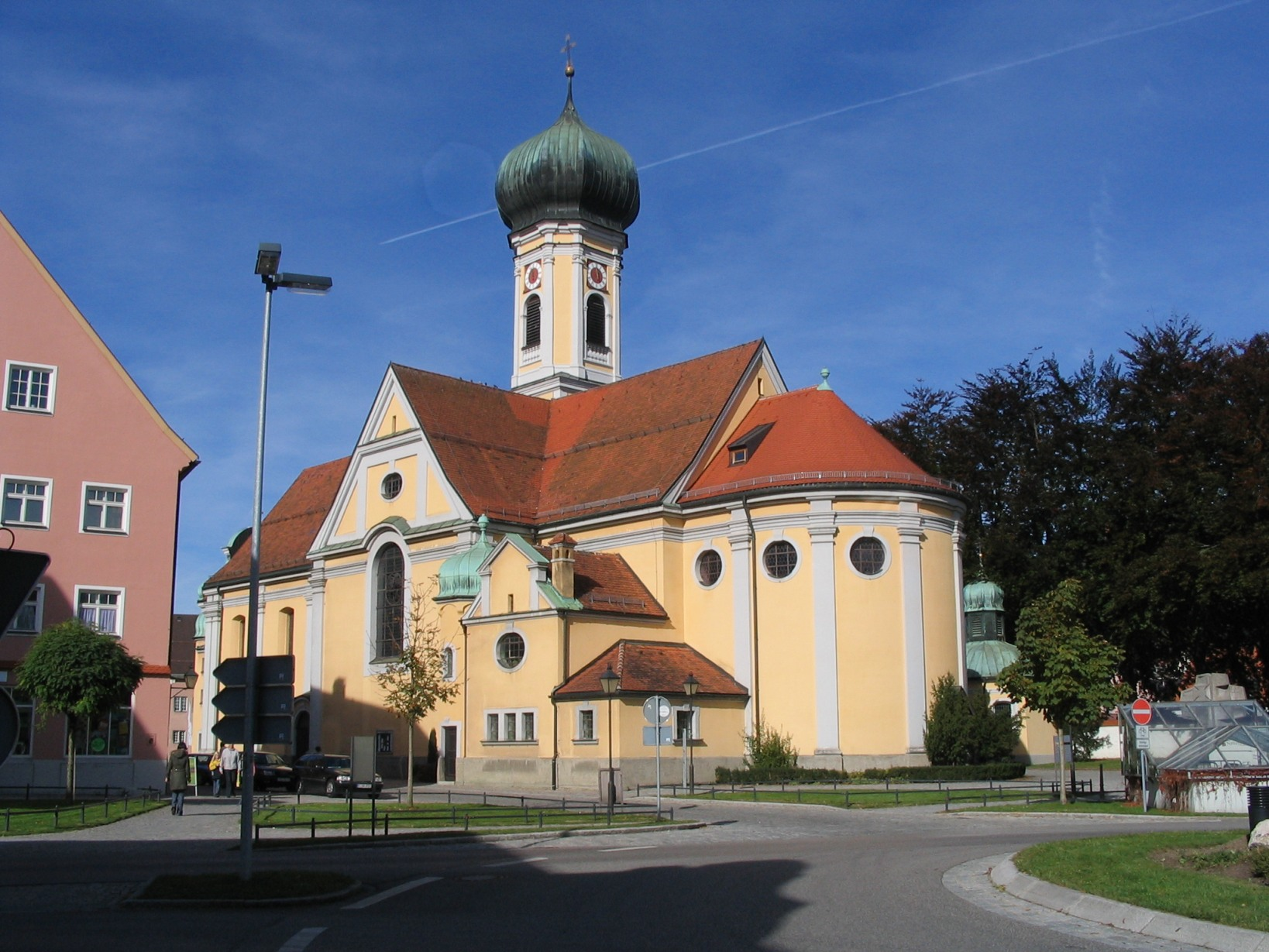
Stadtpfarrkirche St. Nikolaus, Immenstadt

Die Kirche St. Nikolaus ist die römisch-katholische Stadtpfarrkirche in Immenstadt, Landkreis Oberallgäu in Bayern. Sie gehört zur Pfarreiengemeinschaft Immenstadt im Dekanat Sonthofen des Bistums Augsburg. Das Patrozinium der Stadtpfarrkirche wird am 6. Dezember gefeiert (Nikolaus von Myra).

## Geschichte
Eine Immenstädter Pfarrkirche existierte vermutlich schon in romanischer Zeit. Die gotische Kirche fiel 1484 und 1530 Bränden zum Opfer. Nach einem weiteren Brand 1704 entstand jener Bau, der am 18. Oktober 1707 zu Ehren der hl. Nikolaus und Magnus konsekriert wurde. Sein Grundriss ist im Gotteshaus immer noch erkennbar. Damals wurde auch der charakteristische Zwiebelturm errichtet.
Durch einen Um- und Erweiterungsbau der Stadtpfarrkirche in den Jahren 1907/1908 in neubarockem Stil, der die Kirche zum größten Sakralbau des oberen Allgäus machte, erhielt das Bauwerk sein heutiges Bild. Die Pläne hierfür stammten vom Münchner Architekten Hans Schurr, der 1903 die Westfassade der Kapuzinerkirche St. Josef neu gestaltet hatte.
An den weiten einschiffigen Innenraum mit Querhaus schließt sich auf der Nordseite unter der Empore die Josephskapelle an.

## Beschreibung

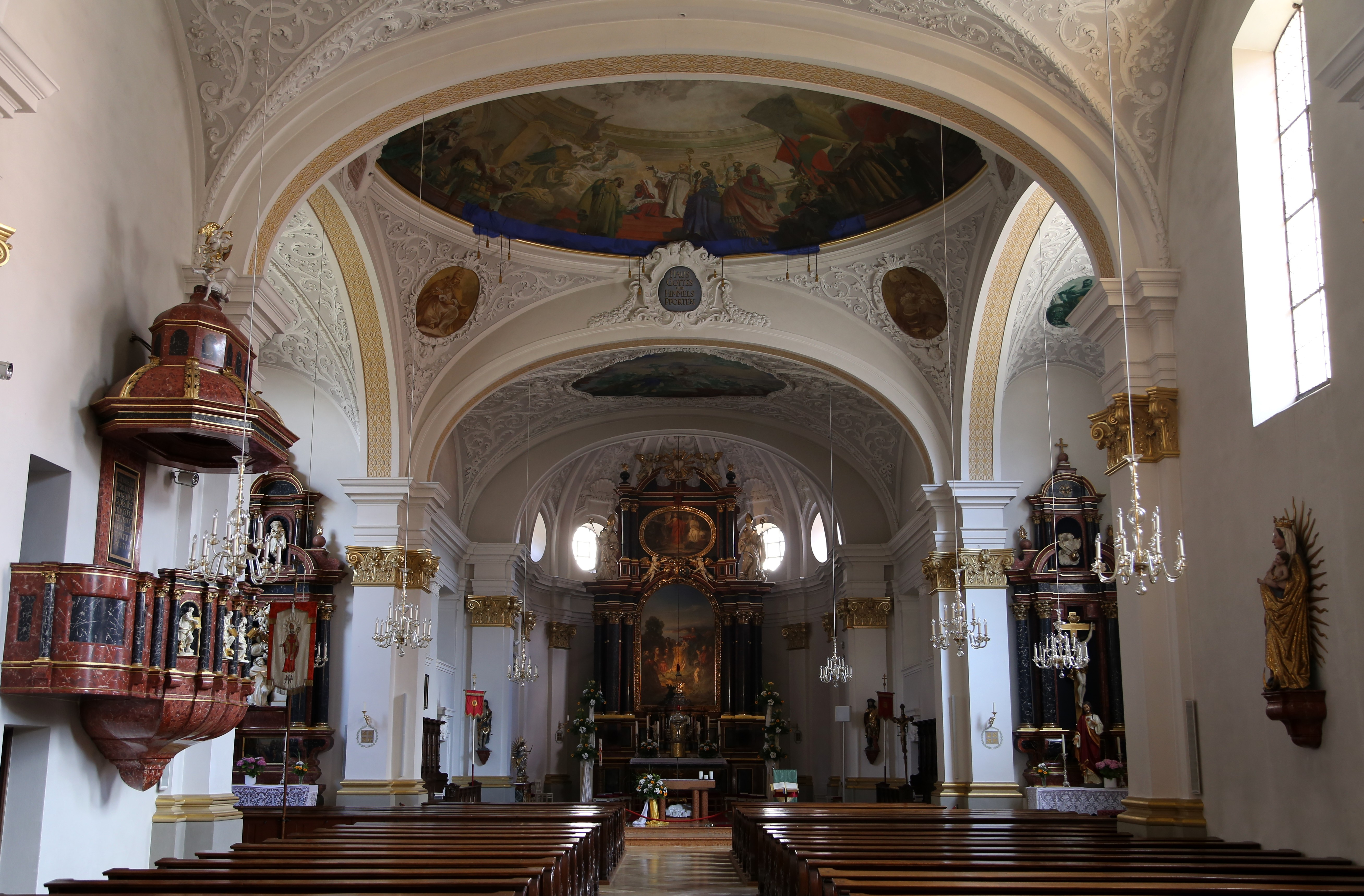
Innenraum, Blick zum Altar

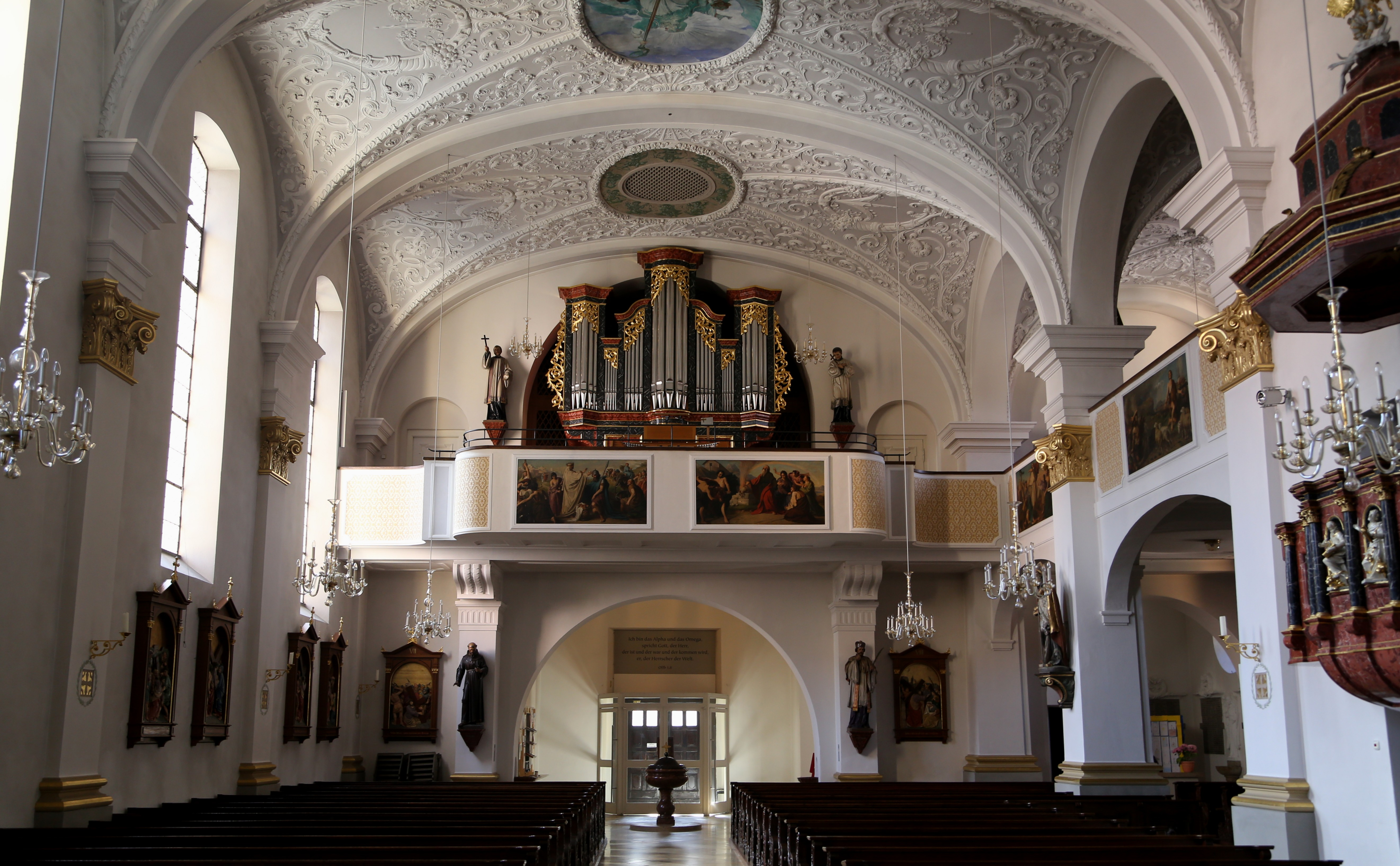
Innenraum, Blick zur Orgel

### Ausstattung
Das große Fresko in der Vierungskuppel mit Szenen aus dem Leben des hl. Nikolaus schuf Xaver Dietrich (1911/1912), weitere Fresken fertigte 1957 Rudolf Lanzinger. Das Gemälde des Hochaltars Die Schlüsselübergabe an Petrus (1877) ist ein Werk des Immenstädter Malers Ludwig Glötzle. Die gründliche Innenrenovierung von 1989/90 schloss auch die Aufstellung eines neuen Volksaltars (Entwurf: Franz Hämmerle) mit ein.
Die Brüstungen der Orgelempore und der Empore über der Josephskapelle tragen vier 1888 ebenfalls von Ludwig Glötzle gemalte und auf dem Kain-und-Abel-Bild signierte alttestamentarische Darstellungen aus den Fünf Büchern Mose: Melchisedek, Priesterkönig von Salem, segnet Abraham (Gen 14,18–24 ) – Opfer des Noah nach der Sintflut (Gen 8,20–21 ) – Die eherne Schlange, durch deren Anblick die Israeliten am Leben blieben (Num 21,6–9 ) – Das Opfer von Kain und Abel (Gen 4,1–7 ).
In der sich nördlich an das Langhaus anschließenden Josephskapelle ist ein reich geschmückter Glasschrein mit Reliquien des heiligen Julius in die Mensa des Josephsaltars integriert. Die Reliquien wurden 1751 vom Kapuzinerpater Laurentius von Wolfegg nach Immenstadt geschenkt, und Julius wurde seither als einer der Stadtpatrone verehrt.
Siehe auch: Kanzel St. Nikolaus (Immenstadt im Allgäu)

### Orgel

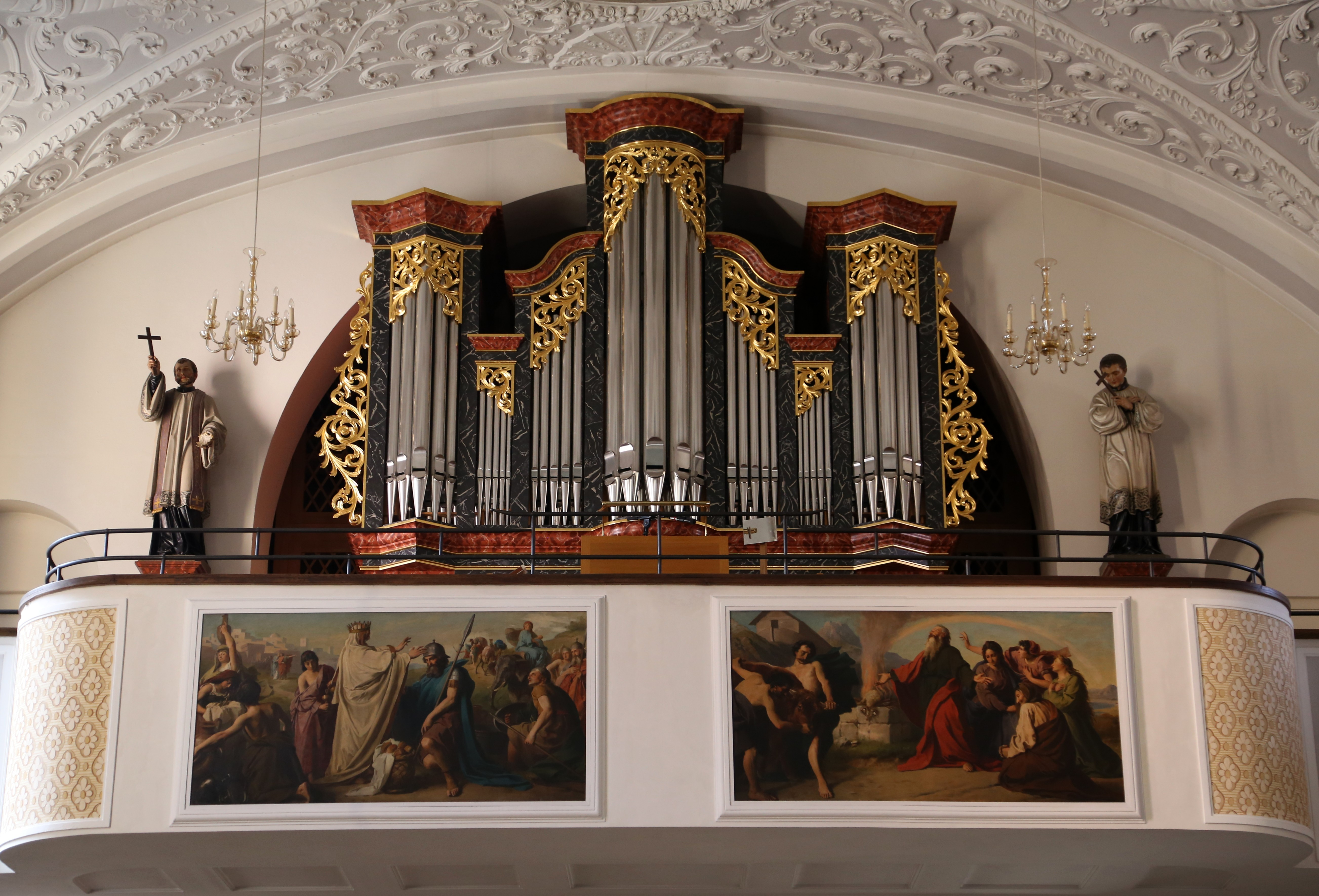
Orgel St. Nikolaus

Die 2004 eingeweihte neue Orgel erbaute Siegfried Schmid aus Knottenried. Sie verfügt über 45 Register auf drei Manualen und Pedal. Die Traktur ist mechanisch, die Registertraktur elektrisch mit 3000facher elektronischer Setzeranlage.
Das 1. Manual am Spieltisch dient als Koppelmanual und steuert zudem das Fernwerk mit sieben Registern (inklusive Windspiel) an, welches sich in einem Seitenfenster über der linksseitigen Sakristei befindet. Das Pfeifenmaterial dieses Werkes stammt aus einer Vorgängerorgel der Orgelbaufirma G. F. Steinmeyer & Co.
| II Hauptwerk C–a3 |        |
| Principal         | 16′    |
| Principal         | 08′    |
| Flûte harmonique  | 08′    |
| Gedeckt           | 08′    |
| Gamba             | 08′    |
| Octave            | 04′    |
| Rohrflöte         | 04′    |
| Quinte            | 02 ⁄3′ |
| Superoctave       | 02′    |
| Cornett V         | 08′    |
| Mixtur IV         | 01 ⁄3′ |
| Trompete          | 08′    |

| III Schwellwerk C–a3 |         |
| Bourdon              | 16′     |
| Geigenprincipal      | 08′     |
| Holzflöte            | 08′     |
| Salicional           | 08′     |
| Voix céleste         | 08′     |
| Principal            | 04′     |
| Traversflöte         | 04′     |
| Violine              | 04′     |
| Nasard               | 02 ⁄3′  |
| Octavin              | 02′     |
| Terz                 | 01 3⁄5′ |
| Plein jeu V          | 02′     |
| Basson               | 16′     |
| Trompette harmonique | 08′     |
| Hautbois             | 08′     |
| Voix humaine         | 08′     |
| Tremulant            |         |

| Pedal C–f1    |         |
| Principalbass | 16′     |
| Subbass       | 16′     |
| Quintbass     | 10 2⁄3′ |
| Octavbass     | 08′     |
| Gemshornbass  | 08′     |
| Choralbass    | 04′     |
| Flötbass      | 02′     |
| Bombarde      | 16′     |
| Trompete      | 08′     |
| Clairon       | 04′     |

| Fernwerk C–a3   |       |
| Gedeckt         | 8′    |
| Oktave          | 4′    |
| Gemshorn        | 4′    |
| Quinte          | 2 ⁄3′ |
| Schweizerpfeife | 2′    |
| Terz            | 1 ⁄3′ |
| Clarinette      | 8′    |
| Windspiel       |       |
| Tremulant       |       |

- Koppeln:
  - Normalkoppeln: III/II, II/P, III/P
  - Subkoppel: III/I
  - Frei koppelbares Manual:  II/I, III/I
  - Subkoppel: Fernwerk
- Spielhilfen: 3000fache Setzeranlage, Crescendowalze, Schwelltritte für Schwellwerk und Fernwerk

### Kirchenmusik
Die Kirchenmusik nimmt in der Stadtpfarrkirche einen großen Stellenwert ein. Es existieren mehrere Ensembles: Der St.-Nikolaus-Chor, die Männerschola, das Vokalensemble „Ars Choralis“, der Singkreis „Wegzeichen“, das Blechbläser-Ensemble sowie das Kirchenorchester.
Seit seiner Gründung widmet sich der Verein „Freunde der Kirchenmusik St. Nikolaus e.V.“ der Pflege der Kirchenmusik und hat über die Jahre eine Konzertreihe von internationalem Rang etabliert. Künstler wie Jean Guillou, Wayne Marshall, Christian Bischof, Johannes Skudlik, Martin Baker, Bernhard Buttmann, Arturo Barba, Roman Hauser, die Augsburger Domsingknaben, Istvan Ella, Bernhard Marx, Naji Hakim, Stanislav Surin und viele weitere gastierten in der Residenzstadt. 
Immenstadt kann auch auf eine lange Komponistentradition zurückblicken: So stammen Columban Habisreutinger (1682–1755, Benediktiner), Johann Baptist Barmann (1709–1788, Mönch und Komponist, Schüler von Johann Ernst Eberlin), Carl Dietmann (1860–1942, Bezirksoberlehrer und Kirchenmusiker) sowie Wolfgang Hiltscher (1913–1941) aus Immenstadt. Auch in neuerer Zeit betätigten sich zahlreiche Kirchenmusiker und Chorregenten auch als Komponisten für die Ensembles von St. Nikolaus, z. B. Chordirektor Franz A. Finkel (Requiem, Proprien), Christina Fischer ("Der glorreiche Rosenkranz") und Chorregent Michael Hanel (Messen, Chorsätze).

### Glocken
Das siebenstimmige Glockengeläut im Kirchturm ist eine Mischung aus vier historischen Glocken aus dem 18. Jahrhundert und drei modernen Glocken aus dem 20. Jahrhundert.
| Nr. | Gussjahr | Gießer                             | Schlagton |
| --- | -------- | ---------------------------------- | --------- |
| 1   | 1707     | A. Aporta & J. B. Ernst, Bregenz   | h0        |
| 2   | 1767     | J. G. Ernst, Memmingen             | d1        |
| 3   | 1991     | Glockengießerei Bachert, Heilbronn | e1        |
| 4   | 1706     | A. Aporta & J. B. Ernst, Bregenz   | g1        |
| 5   | 1991     | Glockengießerei Bachert            | a1        |
| 6   | 1707     | A. Aporta & J. B. Ernst, Bregenz   | h1        |
| 7   | 1991     | Glockengießerei Bachert            | d2        |